# Nicotiana ameghinoi
Nicotiana ameghinoi là loài thực vật có hoa trong họ Cà. Loài này được Speg. mô tả khoa học đầu tiên năm 1902.